# Slavik Galstyan
Slavik Galstyan (in armeno Սլավիկ Գալստյան?; 21 dicembre 1996) è un lottatore armeno, specializzato nella lotta greco-romana.

## Biografia
E' allenato da Martin Alekhanyan. 
Ha rappresentato l'Armenia ai Giochi olimpici estivi di Parigi 2024, dove ha perso la finale per il bronzo del torneo del -67 kg contro il cubano Luis Orta, dopo essere stato estromesso dal tabellone principale in semifinale dall'iraniano Saeid Esmaeili.

## Palmarès
| Anno | Manifestazione   | Sede       | Evento | Risultato | Note |
| ---- | ---------------- | ---------- | ------ | --------- | ---- |
| 2013 | Europei cadetti  | Antivari   | 42 kg  | Argento   |      |
| 2013 | Mondiali cadetti | Zrenjanin  | 42 kg  | Bronzo    |      |
| 2014 | Mondiali junior  | Zagabria   | 50 kg  | Bronzo    |      |
| 2015 | Europei junior   | Istanbul   | 55 kg  | 5º        |      |
| 2015 | Mondiali junior  | Salvador   | 55 kg  | 5º        |      |
| 2018 | Europei          | Kaspijsk   | 63 kg  | 7º        |      |
| 2018 | Europei U23      | Istanbul   | 63 kg  | Bronzo    |      |
| 2018 | Mondiali         | Budapest   | 63 kg  | 8º        |      |
| 2018 | Mondiali U23     | Bucarest   | 63 kg  | 7º        |      |
| 2019 | Europei U23      | Novi Sad   | 63 kg  | Argento   |      |
| 2019 | Europei          | Bucarest   | 63 kg  | 5º        |      |
| 2019 | Mondiali         | Nur-Sultan | 63 kg  | Bronzo    |      |
| 2019 | Mondiali U23     | Budapest   | 63 kg  | 9º        |      |
| 2021 | Europei          | Varsavia   | 67 kg  | Bronzo    |      |
| 2021 | Mondiali         | Oslo       | 67 kg  | 14º       |      |
| 2022 | Europei          | Budapest   | 67 kg  | Bronzo    |      |
| 2022 | Mondiali         | Belgrado   | 67 kg  | 17º       |      |
| 2023 | Europei          | Zagabria   | 67 kg  | 14º       |      |
| 2024 | Giochi olimpici  | Parigi     | 67 kg  | 5º        |      |

## Altre competizioni internazionali
2017
- 7º nei 67 kg alla Coppa del mondo per club  ( Esfahan)

2018
- Bronzo nei 63 kg al Torneo internazionale ucraino ( Kiev)
- Oro nei 63 kg nella Coppa RS - Wladyslaw Pytlasinski ( Varsavia)

2020
- Bronzo nei 67 kg nella Coppa del mondo individuale ( Belgrado)

2021
- 7º nei 67 kg al Torneo internazionale ucraino ( Kiev)
- 5º nei 67 kg al Torneo europeo di qualificazione olimpica ( Budapest)